# NGC 6115
NGC 6115 (другие обозначения — OCL 960, ESO 226-SC7) — рассеянное скопление в созвездии Наугольник.
Этот объект входит в число перечисленных в оригинальной редакции «Нового общего каталога».